# Francisco Villa, Huimanguillo
Francisco Villa är en ort i Mexiko.   Den ligger i kommunen Huimanguillo och delstaten Tabasco, i den sydöstra delen av landet, 600 km öster om huvudstaden Mexico City. Francisco Villa ligger 29 meter över havet och antalet invånare är 242.
Terrängen runt Francisco Villa är mycket platt. Runt Francisco Villa är det ganska glesbefolkat, med 43 invånare per kvadratkilometer. Närmaste större samhälle är Francisco Rueda, 6,2 km nordväst om Francisco Villa. Trakten runt Francisco Villa består till största delen av jordbruksmark.